# أزرو (تليليت)
أزرو هي إحدى مشيخات المملكة المغربية، تتبع جغرافيا لإقليم الدريوش وإداريًا لتليليت. يقدر عدد سكانها بـ 4905 نسمة حسب الإحصاء الرسمي للسكان والسكنى لسنة 2004.